# Джо Джирард
Джо Джира́рд (англ. Joe Girard, справжнє ім'я Джозеф Семюел Джерард; 1 листопада 1928, Детройт — 28 лютого 2019, Детройт) — американський торговельник. Визнаний Книгою рекордів Гіннесса найуспішнішим торговцем, що у період від 1963 до 1978 року продав 13 001 машину від дилера «Chevrolet».
Без закінченої середньої освіти та з сорока звільненнями з різних місць праці, Джо Джирард є прикладом людини, яка досягла успіху власним бажанням на противагу таланту та здібностям.
Джо Джирард є автором популярних книжок, серед яких:
- «Як продати що завгодно кому завгодно» (1977)
- «Як продати себе»
- «Як здійснити будь-який продаж»

Входить до Автомобільного залу слави з 2001 року.